# UCI-B-Weltmeisterschaften 2001
Die UCI-B-Weltmeisterschaften 2001 auf Bahn und Straße fanden vom 19. bis 23. Juni in der chinesischen Hafenstadt Qinhuangdao statt. Sie waren die dritten ihrer Art.

## Männer
| Wettbewerb          | Gold           | Silber                         | Bronze          |
| ------------------- | -------------- | ------------------------------ | --------------- |
| Straßen-Wettbewerbe |                |                                |                 |
| Straßenrennen       | Tang Xuezhong  | Dschamsrangiin Öldsii-Orschich | Tomoya Kanō     |
| Einzelzeitfahren    | Kazuya Okazaki | Wang Guozhang                  | Shi Guijin      |
| Bahn-Wettbewerbe    |                |                                |                 |
| Sprint              | Wu Hsien-tang  | Michael Herschkowicz           | Yan Liheng      |
| Keirin              | Shi Qingyu     | Michael Herschkowicz           | Huang Chih-ying |
| Zeitfahren          | Guo Jianbin    | Huang Chih-ying                | Azikiwe Kellar  |
| Einerverfolgung     | Shi Guijun     | Robert Lee                     | Wang Guozhang   |
| Punktefahren        | Shi Guijun     | Cheng Keng-hsien               | Ho Siu Lun      |
| Ausscheidungsfahren | Yan Liheng     | Tsz Ho Lam                     | Lau Hing Yu     |

## Frauen
| Wettbewerb          | Gold         | Silber       | Bronze          |
| ------------------- | ------------ | ------------ | --------------- |
| Straßen-Wettbewerbe |              |              |                 |
| Straßenrennen       | Guo Xinghong | Mei Yang Li  | Wang Weiping    |
| Einzelzeitfahren    | Li Meifang   | Zhao Haijuan | Yuan Yange      |
| Bahn-Wettbewerbe    |              |              |                 |
| Sprint              | Lu Jinhua    | Yuan Yange   | Wen Lu Yi       |
| Zeitfahren          | Tian Fang    | Lu Yi-Wen    | Mariam Ab Rahim |
| Einerverfolgung     | Yuan Yange   | Meifang Li   | Lan Hsiao-yun   |